# Чемпионат мира по тяжёлой атлетике 1923
22-й Чемпионат мира по тяжёлой атлетике прошёл с 8 по 9 сентября 1923 года в Вене (Австрия).

## Общий медальный зачёт
| Место | Страна       | Золото | Серебро | Бронза | Всего |
| ----- | ------------ | ------ | ------- | ------ | ----- |
| 1     | Австрия      | 4      | 4       | 3      | 11    |
| 2     | Чехословакия | 1      | 0       | 1      | 2     |
| 3     | Германия     | 0      | 1       | 0      | 1     |
| 4     | Латвия       | 0      | 0       | 1      | 1     |
| всего | всего        | 5      | 5       | 5      | 15    |

## Медалисты
| Вес           | Золото                        | Серебро                     | Бронза                        |
| ------------- | ----------------------------- | --------------------------- | ----------------------------- |
| До 60 кг      | Андреас Штадлер (Австрия)     | Вильгельм Розинек (Австрия) | Эмиль Климент (Австрия)       |
| До 67,5 кг    | Рудольф Эдингер (Австрия)     | Хайнрих Бауман (Германия)   | Богумил Дурдис (Чехословакия) |
| До 75 кг      | Карл Фрайбергер (Австрия)     | Леопольд Фридрих (Австрия)  | Альбертс Озолиньш (Латвия)    |
| До 82,5 кг    | Ярослав Скобла (Чехословакия) | Себастьян Хаберль (Австрия) | Аугуст Бёнель (Австрия)       |
| Свыше 82,5 кг | Франц Айгнер (Австрия)        | Йозеф Леппельт (Австрия)    | Георг Шраммель (Австрия)      |

## Ссылка
- Статистика Международной федерации тяжёлой атлетики